# Николаев, Валентин Алексеевич
Валентин Алексеевич Николаев (1 сентября 1944, Ульяновская область, РСФСР) — украинский советский и украинский тренер по фигурному катанию.

## Биография
В. А. Николаев родился 1 сентября 1944 года в Ульяновской области РСФСР.
Закончил Ленинградский институт инженеров железнодорожного транспорта, а в 1992 году — факультет физического воспитания Одесского государственного педагогического института имёни К. Д. Ушинского.
С 1971 года занимается тренерской деятельностью. Работал в спортивной детско-юношеской школе олимпийского резерва по фигурному катанию в Одессе. Тренировал Оксану Баюл и Вячеслава Загороднюка.
C 1997 года живёт и работает в США.

## Награды
- Звание «Заслуженный тренер Украинской ССР».
- Звание «Заслуженный тренер СССР»